# Sân bay Ancona

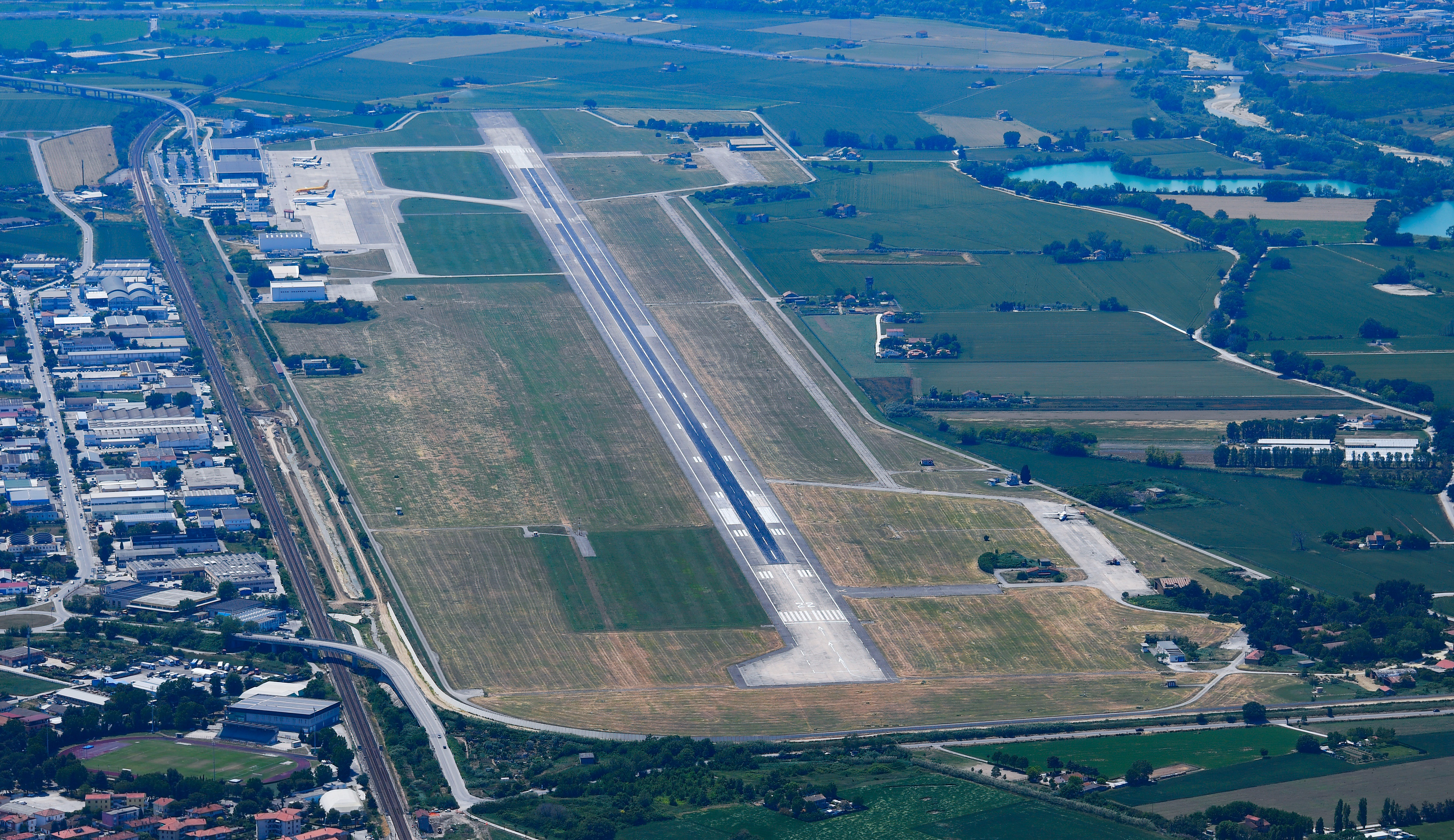

Sân bay Ancona (IATA: AOI, ICAO: LIPY) là một sân bay ở gần Ancona, Italia. Sân bay này có một đường băng dài 2962 m rải asphalt.

## Các hãng không và các tuyến điểm
- Air Alps (Milan-Malpensa)
- Alitalia (Rome-Fiumicino)
- Carpatair (Timisoara)
- Lufthansa (München)
- Ryanair (London-Stansted)